# Dardenne Prairie
Dardenne Prairie är en stad i Saint Charles County i Missouri. Vid 2020 års folkräkning hade Dardenne Prairie 12 743 invånare.